# 扎斯塔夫利亞
48°53′48″N 26°49′42″E / 48.89667°N 26.82833°E
扎斯塔夫利亞（烏克蘭語：Заставля）是位於烏克蘭西部赫梅利尼茨基州裏卡緬涅茨-波多利斯基區的杜納伊夫齊市鎮的村莊，面積1.16平方公里，海拔高度286米，2001年人口756，人口密度每平方公里652.3人。